# Maximiliano Carlos Alberto de Löwenstein-Wertheim-Rochefort
El Príncipe Maximiliano Carlos Alberto de Löwenstein-Wertheim-Rochefort (14 de julio de 1656 - 26 de diciembre de 1718) fue un oficial militar austríaco y el primer Príncipe de Löwenstein-Wertheim-Rochefort.

## Biografía
Maximiliano Carlos Alberto era el cuarto vástago y el primer hijo varón del Conde Fernando Carlos de Löwenstein-Wertheim-Rochefort (1616-1672) y de su esposa, la Condesa Ana María de Fürstenberg (1634-1705); le siguieron diez hermanos.
Maximiliano Carlos ingresó en el servicio del emperador a una edad temprana, fue un consejero imperial en funciones a partir de 1684 y fue nombrado consejero privado del imperio en 1699. Después de que el Príncipe Elector Max Emanuel de Baviera fuera forzado a ir al exilio en 1704, Maximiliano Carlos se convirtió en administrador imperial de Baviera y, en su nuevo rango como príncipe, asumió la honorable posición de comisario principal, el representante permanente del emperador en la dieta imperial a partir de 1712.
El 3 de abril de 1711 fue elevado al estatus de príncipe por el emperador José I. Se le concedió el principado para todos sus legítimos descendientes por el hermano del emperador y sucesor, el emperador Carlos VI, el 8 de enero de 1712.
Su último puesto en el servicio imperial, que ocupó desde 1717 hasta su muerte, fue la gobernación del Ducado de Milán, que el Príncipe Eugenio de Saboya había conquistado para la Casa de Habsburgo.
Maximiliano Carlos murió y fue enterrado en Milán; su corazón fue transferido y enterrado en la cripta de la iglesia colegiata de Wertheim.

## Matrimonio e hijos
El 26 de agosto de 1678, Maximiliano Carlos Alberto se casó con la tirolesa Condesa María Polixena Khuen de Lichtenberg y Belasi. El matrimonio produjo diez hijos:
- Princesa María Teresa Francisca de Löwenstein-Wertheim-Rochefort (1679-1718).
- Conde Heredero Guillermo Carlos Magnus Antonio de Löwenstein-Wertheim-Rochefort (nacido y muerto en 1680).
- Conde Heredero Maximiliano Carlos Antonio de Löwenstein-Wertheim-Rochefort (1681-1710).
- Conde Wolfgang Felipe Everardo José de Löwenstein-Wertheim-Rochefort (nacido y muerto en 1683).
- Conde Félix Alberto de Löwenstein-Wertheim-Rochefort (1684-1685).
- Princesa Leonor María Ana de Löwenstein-Wertheim-Rochefort (1686-1753), casada en Frankfurt el 9 de noviembre de 1704 con el Landgrave Ernesto Leopoldo de Hesse-Rotenburg y tuvo descendencia.
- Conde Francisco José de Löwenstein-Wertheim-Rochefort  (1687-1688).
- Princesa María Leopoldina Teresa Renata Dorotea de Löwenstein-Wertheim-Rochefort (1689-1763), casada en Alt-Otting el 1 de septiembre de 1710 con Conrado Segismundo, Conde de Starhemberg, y tuvo descendencia.
- Príncipe Dominico Marquard Sebastián Cristián Ernesto de Löwenstein-Wertheim-Rochefort (1690-1735), casado con la Landgravina Cristina de Hesse-Wanfried (1688-1728), una hija del Landgrave Carlos de Hesse-Wanfried, y tuvo descendencia.
- Conde Francisco Carlos de Löwenstein-Wertheim-Rochefort (1693-1697).